# Раписарди, Гаэтано
Гаэтано Раписарди (итал. Gaetano Rapisardi; 6 октября 1893, Сиракузы — 5 декабря 1988, Рим) — итальянский архитектор.

## Биография
Раписарди родился в Сиракузах на острове Сицилия. После обучения в технических школах Сиракуз он переехал во Флоренцию, чтобы поступить на архитектурный факультет, который окончил после службы в армии в годы Первой мировой войны.
Брак с дочерью Джино Коппеде совпал с началом профессионального сотрудничества Раписарди с его тестем в студии последнего в Риме.
В своём родном городе Раписарди проектировал круглую в плане церковь Сан-Томмазо-аль-Пантеон, построенную в 1919 году. В Риме занимался проектированием жилых домов. Он также работал преподавателем и познакомился с Марчелло Пьячентини, с которым в 1926 году начал сотрудничать в конкурсе, проводимом вместе с Анджиоло Маццони, на строительство здания Общества наций Женевы (Società delle Nazioni di Ginevra). Затем, снова вызванный Пьячентини, он принял участие в разработке проекта зданий Римского Университета (1932—1935), а также комплекса EUR: Международной выставки 1942 года в Риме (Esposizione Universale di Roma) совместно с Джузеппе Каппони, Джованни Микелуччи, Джио Понти, Джузеппе Пагано и другими (1938—1942).
В 1930-х годах вместе с братом Эрнесто ему было поручено проектировать фасад «Casa Bonanni» в Риме и Дворец правосудия в Палермо, работы над которым начались в 1938 году. Затем, в 1930-х годах, он построил Дворец правосудия в Пизе. В Ливорно вместе со скульптором Артуро Дацци ему было поручено спроектировать Мавзолей Чиано, который остался незавершённым из-за начала Второй мировой войны. За свою карьеру Раписарди создал несколько церковных зданий, таких как базилика Сан-Джованни-Боско в районе Дон-Боско в Риме, a также занимался городским планированием прилегающих территорий своих построек.

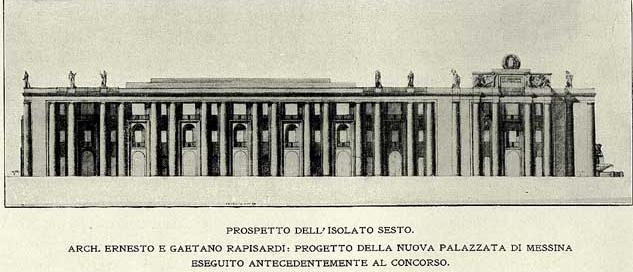
Конкурсный проект Нового дворца в Мессине, Сицилия. 1900
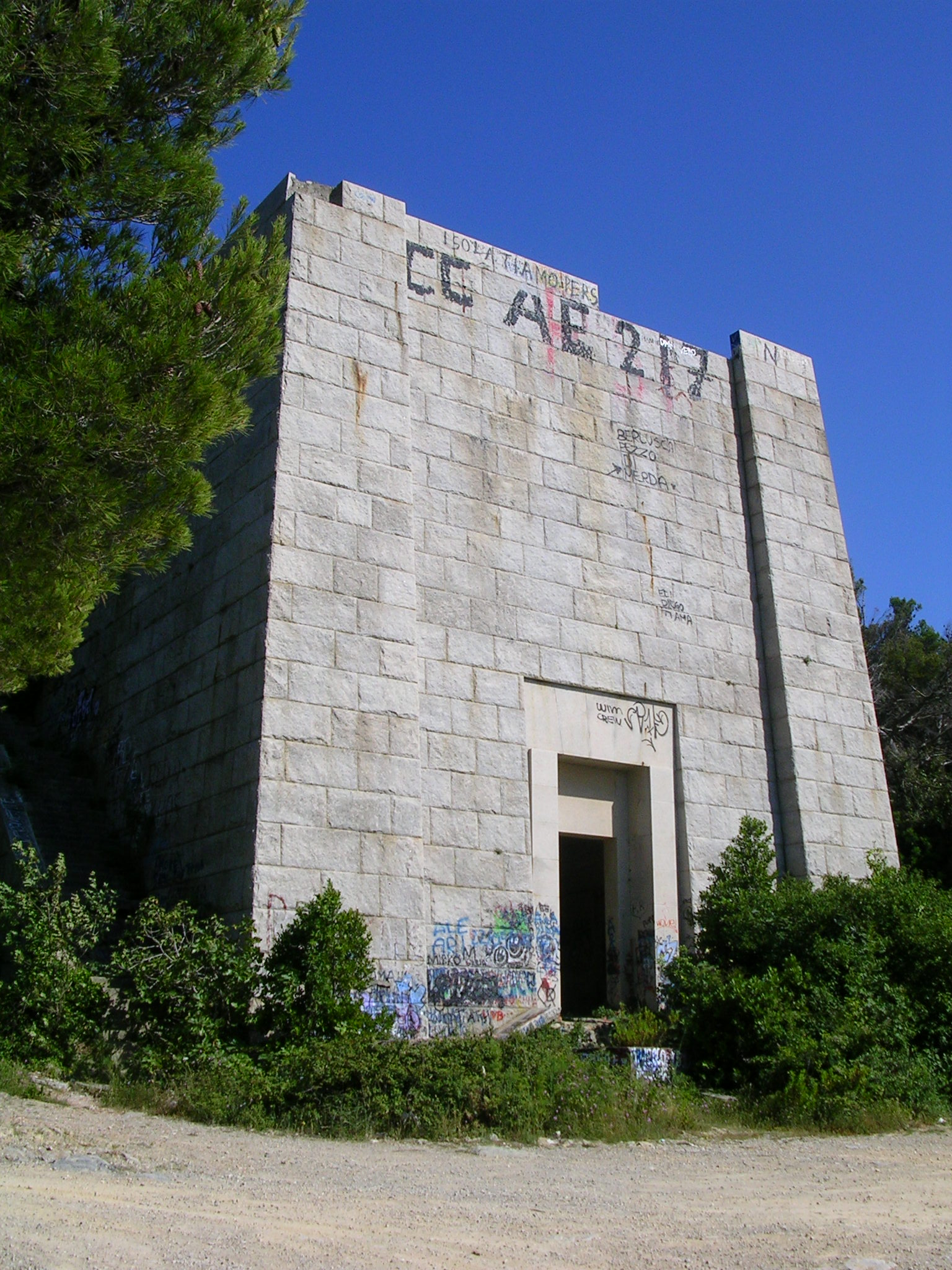
Мавзолей К. Чиано. 1939—1943 (не завершён). Ливорно
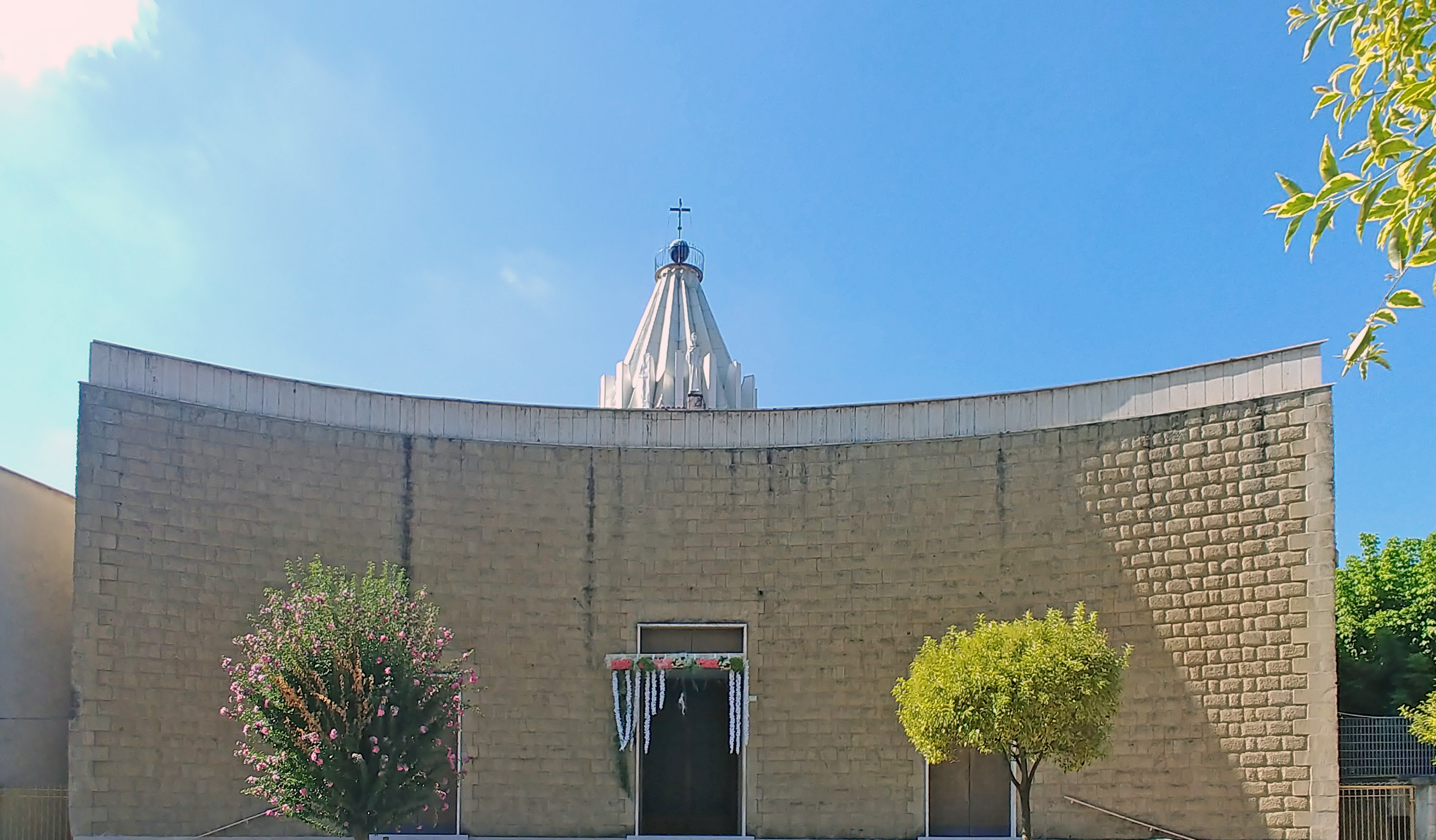
Церковь Сан-Руфино. Главный фасад. Мондрагоне
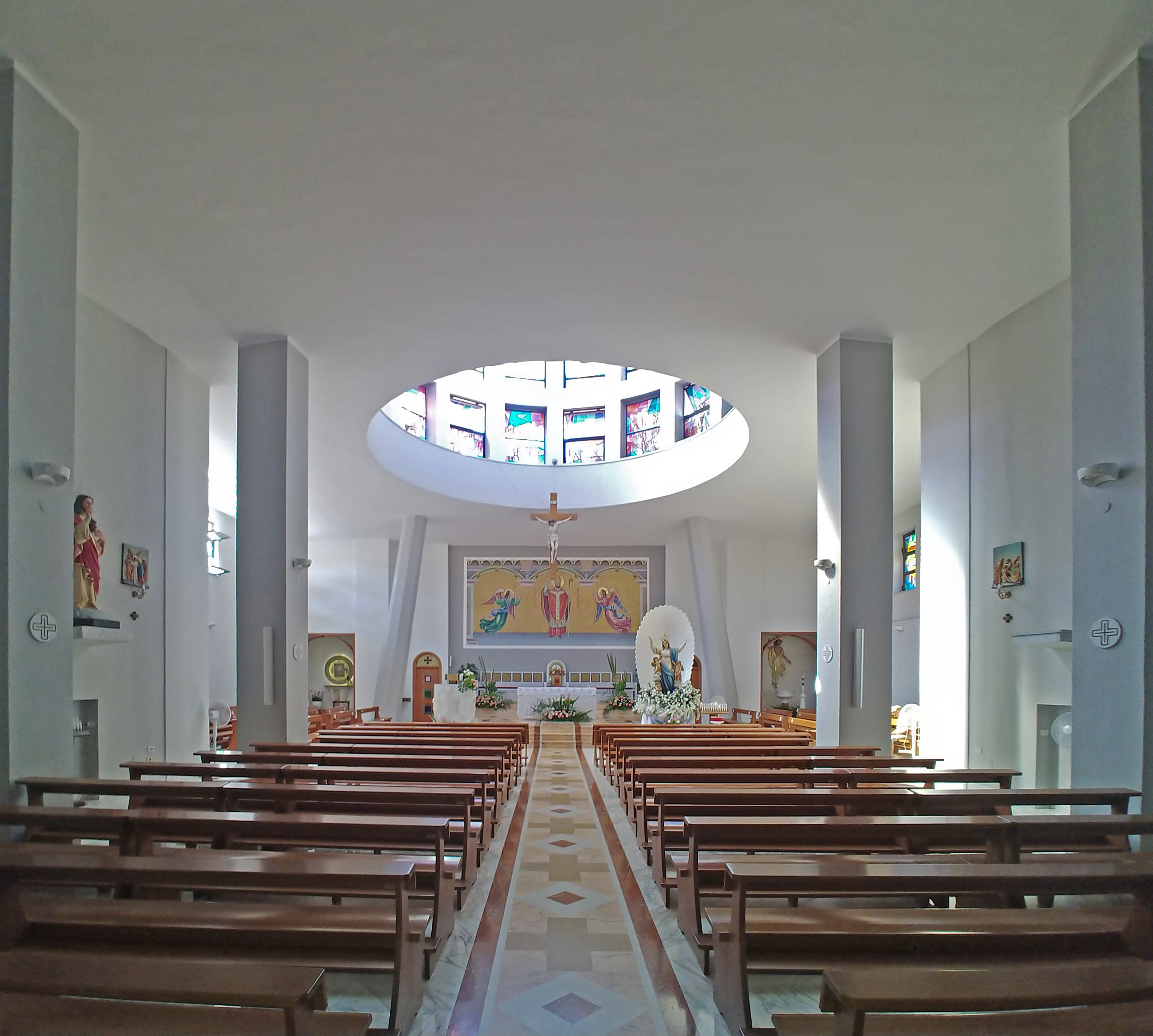
Церковь Сан-Руфино. Интерьер
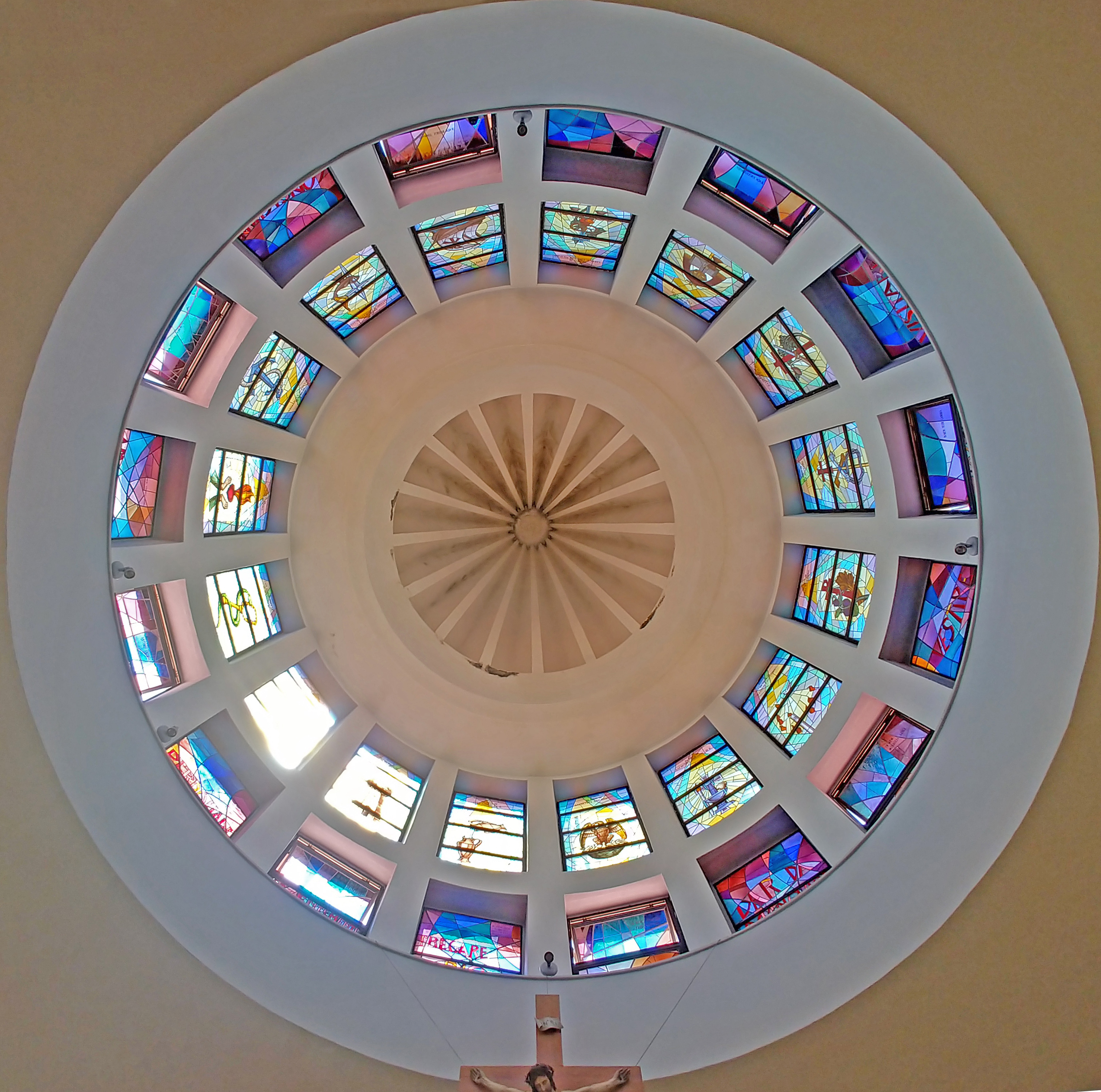
Церковь Сан-Руфино. Вид купола
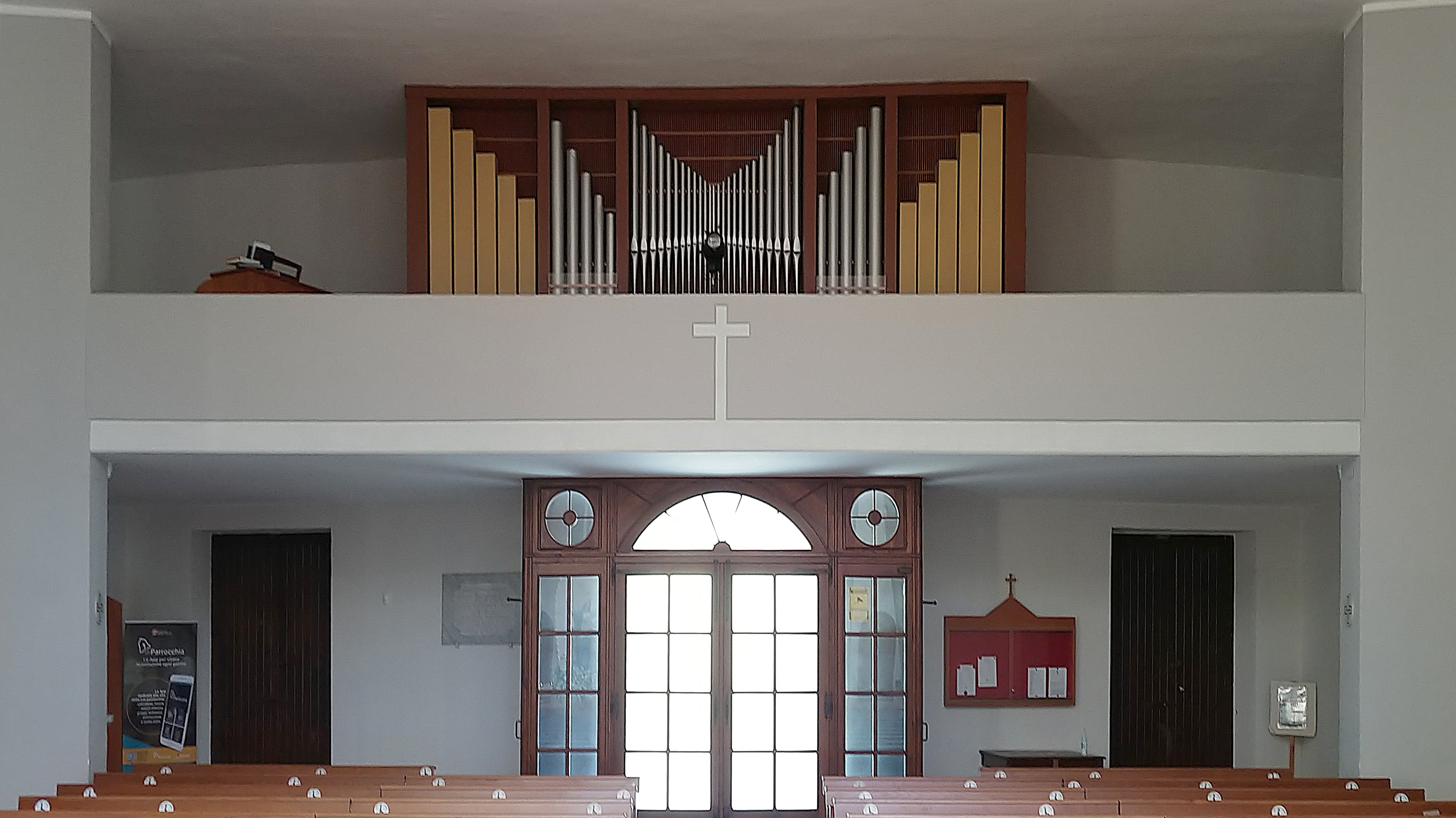
Церковь Сан-Руфино. Контрфасад